# Atylotus sawadai
Atylotus sawadai är en tvåvingeart som beskrevs av Watanabe och Takahasi 1971. Atylotus sawadai ingår i släktet Atylotus och familjen bromsar. Inga underarter finns listade i Catalogue of Life.